# 拉维勒讷沃
拉维勒讷沃（法語：La Villeneuve，法語發音：[la vilnœv]）是法国索恩-卢瓦尔省的一个旧市镇，属于索恩河畔沙隆区。2015年1月1日，拉维勒讷沃与市镇克吕合并为新市镇克吕-维勒讷沃，拉维勒讷沃为新市镇行政中心。

## 地理
拉维勒讷沃（46°57'30"N, 5°10'22"E）面积7.35 平方千米，位于法国勃艮第-弗朗什-孔泰大區索恩-卢瓦尔省，该省份为法国中部省份，北起顺时针与科多尔省、汝拉省、安省、罗讷省、卢瓦尔省、阿列省和涅夫勒省接壤。
与拉维勒讷沃接壤的市镇（或旧市镇、城区）包括：雅朗日、纳维利、克吕。
拉维勒讷沃的时区为UTC+01:00、UTC+02:00（夏令时）。

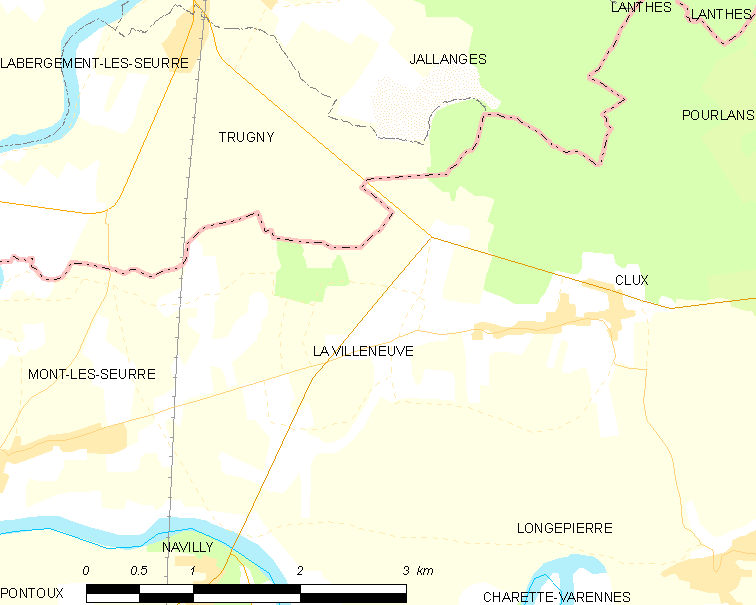
拉维勒讷沃的OSM定位图

## 行政
拉维勒讷沃的邮政编码为71270，INSEE市镇编码为71578。

## 政治
拉维勒讷沃所属的省级选区为热尔日县。

## 人口

1962-2008年间拉维勒讷沃人口变化图示

拉维勒讷沃于2017年1月1日时的人口数量为209人。